# Benedict Kiely
Pour les articles homonymes, voir Kiely.
Benedict Kiely (né le 15 août 1919 et mort le 9 février 2007 à Dublin) était un écrivain irlandais.
Né en Irlande du Nord dans un milieu catholique, tenté un temps par la prêtrise, il s'oriente finalement vers le journalisme littéraire et l'écriture.
Il a été le rédacteur en chef du supplément littéraire  de l'Irish Times.
Pendant les années 1950, plusieurs ouvrages de Kiely ont été interdits en Irlande du Nord par l'autorité britannique car ils étaient jugés « indécents ou obscènes ».
En 1996, il a été promu au grade de saoi (sage en Irlandais par l'Aosdána).

### Nouvelles
- The Collected Stories of Benedict Kiely (2001)
- The Trout in the Turnhole (1996)
- A Letter to Peachtree (1987)
- The State of Ireland: A Novella and Seven Short Stories (1981)
- A Cow in the House (1978)
- A Ball of Malt and Madame Butterfly (1973)
- A Journey to the Seven Streams (1963)

### Romans et récits
- Benedict Kiely, A Raid into Dark Corners and Other Essays (1999)
- Nothing Happens in Carmincross (1985)
- All the Way to Bantry Bay and Other Irish Journeys (1978)
- Proxopera: A Tale of Modern Ireland (1977)
- Dogs Enjoy the Morning (1968)
- The Captain with the Whiskers (1960)
- There Was an Ancient House (1955)
- The Cards of the Gambler (1953)
- Honey Seems Bitter (1952)
- Modern Irish Fiction: A Critique (1950)
- In a Harbour Green (1949)
- Call for a Miracle (1948)
- Poor Scholar (1947)
- Land Without Stars (1946)
- Countries of Contention (1945)